# Zwolle (Louisiana)
Zwolle és una població dels Estats Units a l'estat de Louisiana. Segons el cens del 2000 tenia 1.783 habitants.

## Demografia
Segons el cens del 2000, Zwolle tenia 1.783 habitants, 630 habitatges, i 437 famílies. La densitat de població era de 213,1 habitants/km².
Dels 630 habitatges en un 39,4% hi vivien nens de menys de 18 anys, en un 36,8% hi vivien parelles casades, en un 27,9% dones solteres, i en un 30,5% no eren unitats familiars. En el 27,5% dels habitatges hi vivien persones soles el 12,9% de les quals corresponia a persones de 65 anys o més que vivien soles. El nombre mitjà de persones vivint en cada habitatge era de 2,73 i el nombre mitjà de persones que vivien en cada família era de 3,36.
Per edats la població es repartia de la següent manera: un 35,5% tenia menys de 18 anys, un 9% entre 18 i 24, un 23,8% entre 25 i 44, un 17% de 45 a 60 i un 14,6% 65 anys o més.
L'edat mediana era de 30 anys. Per cada 100 dones de 18 o més anys hi havia 75,3 homes.
La renda mediana per habitatge era de 15.843 $ i la renda mediana per família de 17.326 $. Els homes tenien una renda mediana de 25.625 $ mentre que les dones 14.922 $. La renda per capita de la població era de 9.042 $. Entorn del 37,7% de les famílies i el 40,5% de la població estaven per davall del llindar de pobresa.

## Poblacions més properes
El següent diagrama mostra les poblacions més properes.